# 22996 Де Бу
22996 Де Бу (22996 De Boo) — астероїд головного поясу, відкритий 4 листопада 1999 року.
Тіссеранів параметр щодо Юпітера — 3,283.